# 新北市三重區五華國民小學
新北市三重區五華國民小學，簡稱五華國小，該校附設幼兒園，校址位於新北市三重區集賢路89號。
校舍共分為六棟，外加一棟校長宿舍，另設有一風雨操場及一操場。民國77年月由林燮熙校長擔任三重市第12國小籌備主任，第一期校舍於81年12月竣工，起初僅有四個校舍，民國94年8月台北縣政府擴增校地，目前總共38784平方公尺。